# Audi Avant RS2

Der Audi Avant RS2 ist ein sogenannter Sport-Kombi und war eine Kooperation zwischen Audi und Porsche auf Basis des Audi 80 Avant vom Typ B4/8C. Bei seinem Erscheinen 1994 war er der stärkste und schnellste je gebaute Serien-Audi, und bis zum Erscheinen des Audi S6 Plus im April 1996 das leistungsfähigste Fahrzeug in der Modellpalette von Audi. Werksintern wurde der Avant RS2 als P1 (P für Porsche) geführt und so bezeichnet. 

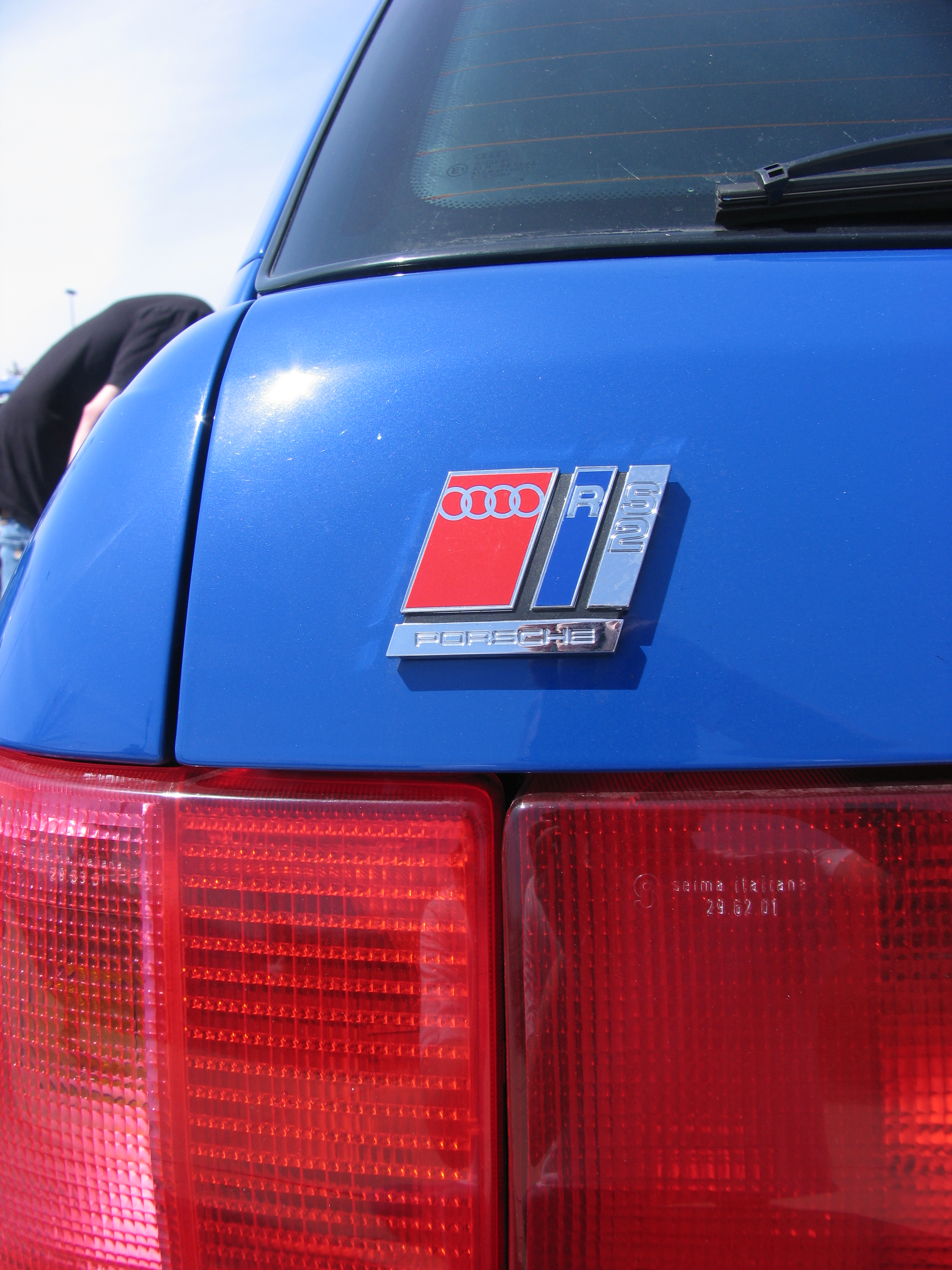
Kombiniertes Audi- und Porsche-Logo am Heck

Auch auf dem Emblem/Logo ist der Porsche-Schriftzug vorhanden und deutet auf die Zusammenarbeit der beiden Automobilhersteller hin. 
Die Faszination des Avant RS2 ergab sich durch die Tatsache, dass er Fahrleistungen und Fahrverhalten eines Sportwagens mit einer trotz verschiedener Modifikationen recht dezent gebliebenen Kombikarosserie vereinte. Für das gewünschte Prestige sorgten aber auch der Name „Porsche“ und die limitierte Auflage.
Der Audi-Porsche RS2, wie das Modell auch genannt wird, begründete wohl geschichtlich die Kategorie „Sportkombi“ im Automobilbau, die bis heute einen großen Erfolg von Audi als Marke und die Beliebtheit der sportlichen Kombi-Modelle des Herstellers ausmacht. Der RS2 besitzt traditionell den permanenten Allradantrieb quattro.
Der Wagen war eigentlich nur als Avant (die Audi-Bezeichnung für Kombimodelle) geplant und erhältlich, allerdings wurden seitens Audi vier RS2-Limousinen bestätigt. Eine steht im Audi-Museum und zwei fahren in den Vereinigten Arabischen Emiraten. Diese unterscheiden sich allerdings von dem im Audi-Museum ausgestellten Modell. Zu der vierten liegen keine Informationen vor.
Die Produktion des Avant RS2 hatte im Jahre 1994 begonnen. Geplant waren insgesamt 2.200 Einheiten. Die offizielle Markteinführung erfolgte in Deutschland am 19. März 1994. Der Preis betrug damals 98.900 Mark, insgesamt wurden 2.891 Exemplare produziert.

## Entwicklung
Entwicklungsbasis war der Audi S2 in der Avant-Ausführung. Porsche hatte die spezifischen RS2-Umfänge entwickelt und den RS2 insgesamt abgestimmt. Mit dem Avant RS2 kreierten Audi und Porsche gemeinsam eine neue Fahrzeugkategorie: den kompakten „Hochleistungs-Kombi“. Der Reiz des Avant RS2 lag und liegt heute noch in der Kombination von Fahrleistungen, wie sie bislang nur in einem Sportwagen angeboten wurden, und der praktischen Kombi-Karosserie, die vielfältige Formen der Nutzung ermöglicht.
Der leistungsgesteigerte 2,2-Liter-20-Ventil-Motor von Audi wird mit einem modifizierten Turbolader und einem vergrößerten Ladeluftkühler komplettiert, die Abgasanlage der Motorleistung angepasst. Das Sportfahrwerk mit permanentem Allradantrieb von Audi erhält 17-Zoll-Leichtmetallräder von Porsche und deren Hochleistungsbremsanlage, die an den roten Bremssätteln mit Porsche-Schriftzug von außen zu erkennen ist.
Der Avant RS2 demonstrierte die Möglichkeiten, wie durch die Technikzusammenführung von zwei Automobilherstellern ein hohes Maß an Fahrleistungen und Fahrkultur realisiert werden kann. Walter Röhrl, der zweifache Rallye-Weltmeister sagte damals zusammenfassend über den Avant RS2 folgendes:

„Ich sehe in der heutigen Zeit einen der größten Vorteile dieses Modells darin, dass es mehr wie ein normales Familienauto ausschaut, jedoch die Fahrleistungen eines reinrassigen Sportwagens bietet. Der RS2 ist eine echte Sportwagenalternative mit viel Platz für Personen und Gepäck. Motorleistung, Fahrverhalten, Bremse – das ist ein homogenes Ganzes, da passt alles zusammen.“

## Karosserie
Die Karosserie ist weitgehend baugleich mit der des Audi 80 Avant, jedoch hat die Kooperation mit Porsche auch ein paar Veränderungen mit sich gebracht. So ist das gesamte Außendesign in Anlehnung an die Porsche 911er-Baureihen 964/993 modifiziert worden. Die Außenspiegel (Porsche 964/993), Blinkereinheiten (993) und Felgen (964) sind Original-Porsche-Teile dieser Baureihen, außerdem hat der RS2 geänderte Front- und Heckstoßfänger. Vorne sind die Lufteinlässe im Stoßfänger dreigeteilt im Stil des Porsche 993 Carrera 4S/Turbo gehalten, um den Ladeluftkühler und die Vorderradbremsen mit zu kühlen. Das hintere Nummernschild ist, anders als beim Serien-Avant, in den Heckstoßfänger nach unten versetzt, dafür befindet sich eine Blende in der Heckklappe, die die Rückleuchten optisch als ein Band erscheinen lassen. Das ist ebenfalls ein Designzitat der Baureihen 964/993. Zusätzlich ist der Avant RS2 an den RS2-Emblemen mit kleinen Porsche-Schriftzügen im schwarzlackierten Motorhaubengrill und an der Heckklappe zu erkennen. Die rotlackierten Bremssättel der Porsche-Bremsanlage sind mit einem weißen Porsche-Schriftzug versehen.

## Innenraum
Das sportliche Erscheinungsbild des Avant RS2 ist auch im Passagierraum umgesetzt worden. Das Innenraum-Design wird geprägt von zwei Farben, die jeweils auf die elf Außenlackierungen abgestimmt sind: dem farbintensiven RS-Blau, sowie einem neutraleren Silbergrau. Dieses Design ist exklusiv dem Avant RS2 vorbehalten.
Die Mittelbahnen der Sitze sind mit Alcantara mit ebendiesen Farben RS-Blau oder Silbergrau bezogen, ebenso die Einsätze der Türverkleidungen. Farblich kontrastieren dazu die Sitz- und Rückenlehnenwangen in schwarzem Seidennappa-Leder. Als Sonderausstattung waren die Sitzbezüge auch komplett in schwarzem Seidennappa erhältlich. Die Höhen- und Lehnenverstellung der Recaro-Sportsitze erfolgt elektrisch.
Das RS2-Emblem mit dem Porsche-Schriftzug ziert auch das Audi-Sportlenkrad. Die Lenkradspeichen sind mit Alcantara in der jeweiligen Innenraumfarbe bezogen, wahlweise auch mit schwarzem Leder. Das Sportlenkrad wird in Kombination mit dem Sicherheitssystem Procon-ten geliefert. Alternativ und ohne Mehrpreis war auch ein Lenkrad mit Fahrer-Airbag erhältlich. 
Alle Zifferblätter der Analoginstrumente sind weiß, die vier Hauptinstrumente mit schwarzen Zierringen eingefasst. Ebenso unterstreichen die Blenden mit Carbonfaser-Einlagen an Armaturentafel und Türverkleidungen den Sportlook im Innenraum. Zur Serienausstattung zählen neben anderen Extras auch elektrische Fensterheber vorn und hinten, Scheinwerfer-Reinigungsanlage und natürlich die vollverzinkte Karosserie.
Unter anderem waren folgende Optionen als Sonderausstattung gegen Aufpreis erhältlich: automatisch geregelte Klimaanlage, Beifahrer-Airbag und das elektrische Schiebe-/Ausstelldach, ebenso die Geschwindigkeitsregelanlage und die Netztrennwand zum Gepäckraum.

## Motor

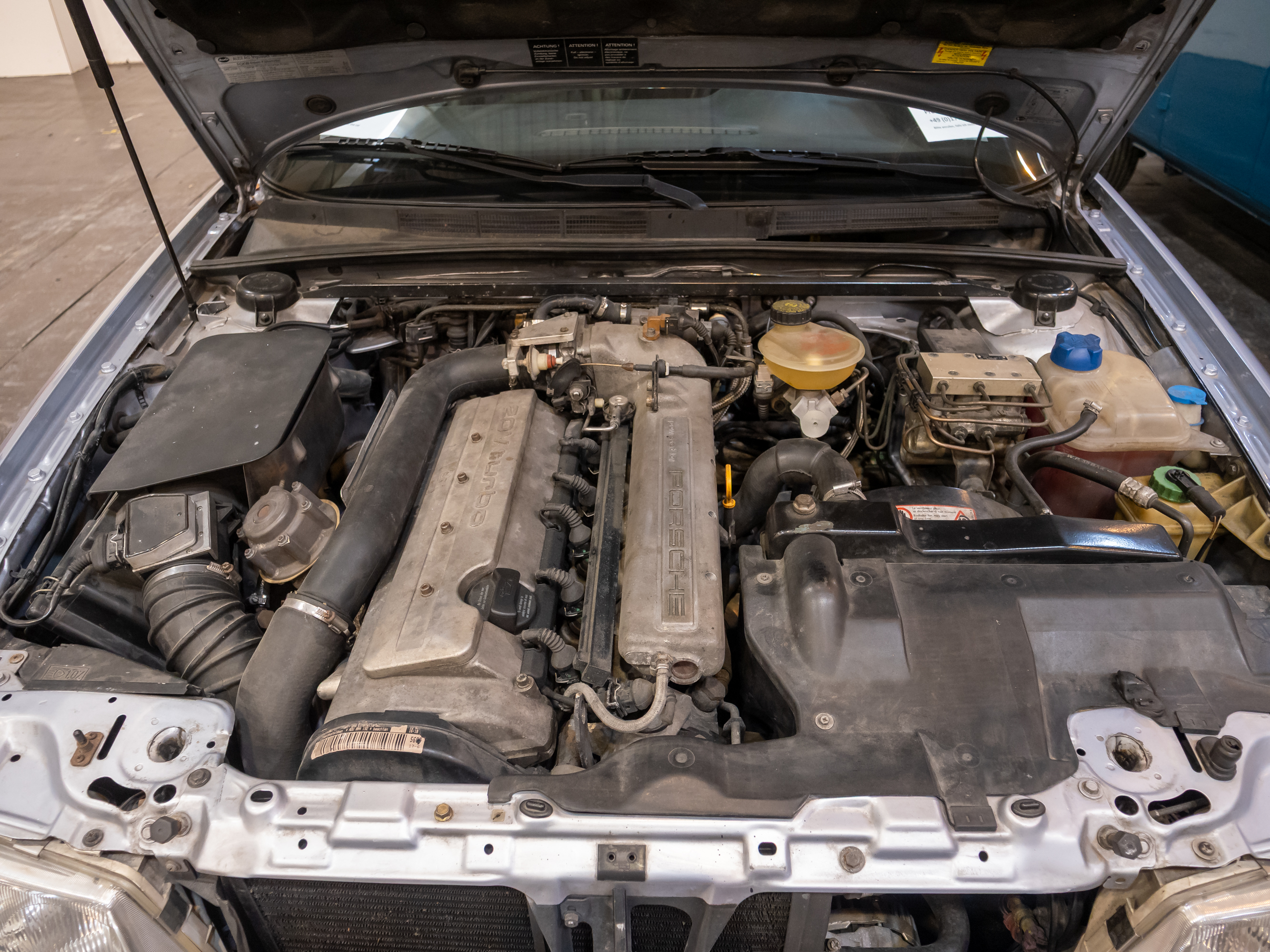
Motorraum des RS2

Der Audi Avant RS2 hat einen Reihen-Fünfzylinder-Turbomotor (Motorkennbuchstaben ADU) mit 2226 cm³ Hubraum, welcher aus dem Audi S2 (MKB: ABY) bekannt ist. Die Leistung (169 kW / 230 PS) des S2-Motors wurde auf 232 kW (315 PS) bei 6500/min erhöht. Das Drehmoment konnte ebenfalls auf 410 Nm bei 3000/min gesteigert werden. Der Motor ist ein vorn längs angeordneter 5-Zylinder-Viertakt-Ottomotor mit sechsfach gelagerter Kurbelwelle, Leichtmetall-Zylinderkopf, elektronischer Einspritzanlage, einer elektronischen Ladedruckregelung und vier Ventilen pro Zylinder mit zwei oben liegenden Nockenwellen (DOHC), die über Zahnriemen und Kette angetrieben werden.
Die höhere Motorleistung des Avant RS2 wurde unter anderem durch Modifikationen an Ansaugtrakt, Saugrohreinspritzung, Motormanagement und Abgasanlage sowie durch die Verwendung eines modifizierten größeren Turboladers und eines ebenfalls vergrößerten Ladeluftkühlers erreicht. Außerdem wurden Feinabstimmungen am Motormanagement und den Ventilsteuerzeiten durchgeführt. Der Turbomotor mit einer Verdichtung von 9,0:1 ist auf Super Plus (98 ROZ) ausgelegt. Dank zylinderselektiver Klopfregelung mit zwei Sensoren kann bei geringer Leistungsminderung auch mit normalem Euro-Super (95 ROZ) gefahren werden.

## Fahrwerk
Auch das Fahrwerk wurde für den Avant RS2 angepasst: so sind Gussquerlenker statt Blechlenker im Einsatz, und es wurde eine 4-Kolben-Hochleistungsbremsanlage von Porsche verbaut, die an den roten Bremssätteln und dem Porsche-Schriftzug zu erkennen ist. Diese wurde nach kurzer Produktionszeit von anfänglich 304 mm Scheibendurchmesser auf die 322 mm des Porsche 993 Turbo vergrößert.
Dem sportlichen Wagencharakter entsprechend, ist das ABS der Bremsen so eingestellt, dass es bei hohem Pedaldruck erst sehr nahe der Blockiergrenze in Funktion tritt. Im Vergleich zum Audi S2 wurden die Karosserie tiefergelegt und die Kennung der Stoßdämpfer modifiziert. Anstelle der 205/55-16er-Reifen des S2 kommen breitere und größere 17-Zöller mit 245/40er Reifen zum Einsatz. Sie sind auf Leichtmetallräder im Porsche-Design aufgezogen. Dadurch wurde die Antwort auf Lenkradbewegungen, die Richtungsstabilität auch im Bereich der Höchstgeschwindigkeit verbessert und die maximal mögliche Querbeschleunigung erhöht. Das Einlenkverhalten des Avant RS2 ist dabei meist mit neutral bis leicht untersteuernd zu bezeichnen.

## Antrieb
Der serienmäßig permanente quattro-Allradantrieb mit selbstsperrendem Torsen-Zwischendifferential gewährleistet bestmögliche Traktion. Als Anfahrhilfe bei schwierigen Fahrbahnverhältnissen kann zusätzlich eine Hinterachs-Differentialsperre manuell zugeschaltet werden. Bei einer Fahrgeschwindigkeit ab 25 km/h wird die Sperre automatisch gelöst. Die Kraftübertragung erfolgt über das serienmäßige Sechsgang-Getriebe. Für Lenkreaktionen und Richtungsstabilität sorgt eine Zahnstangenlenkung mit Servounterstützung.

## Ausstattung

### Außen

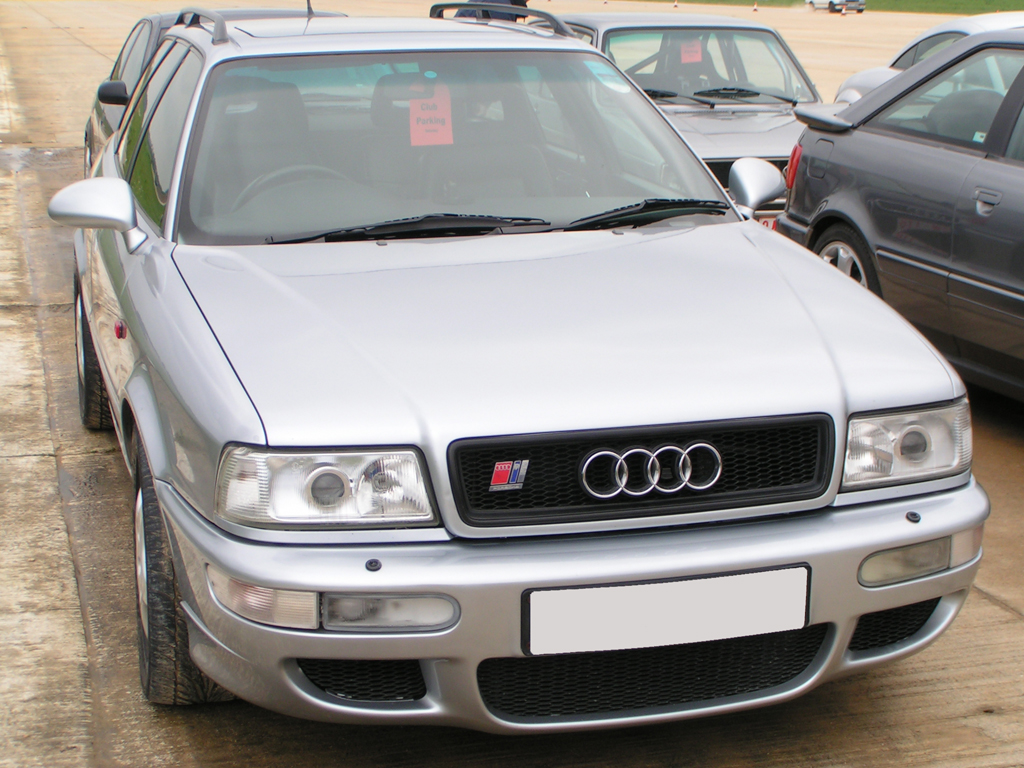
Audi Avant RS2

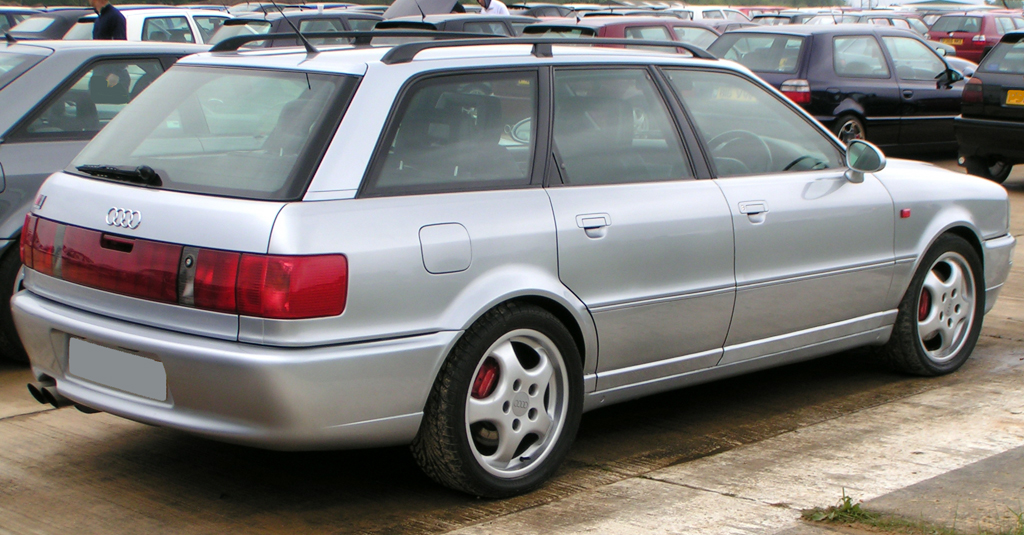
Audi Avant RS2

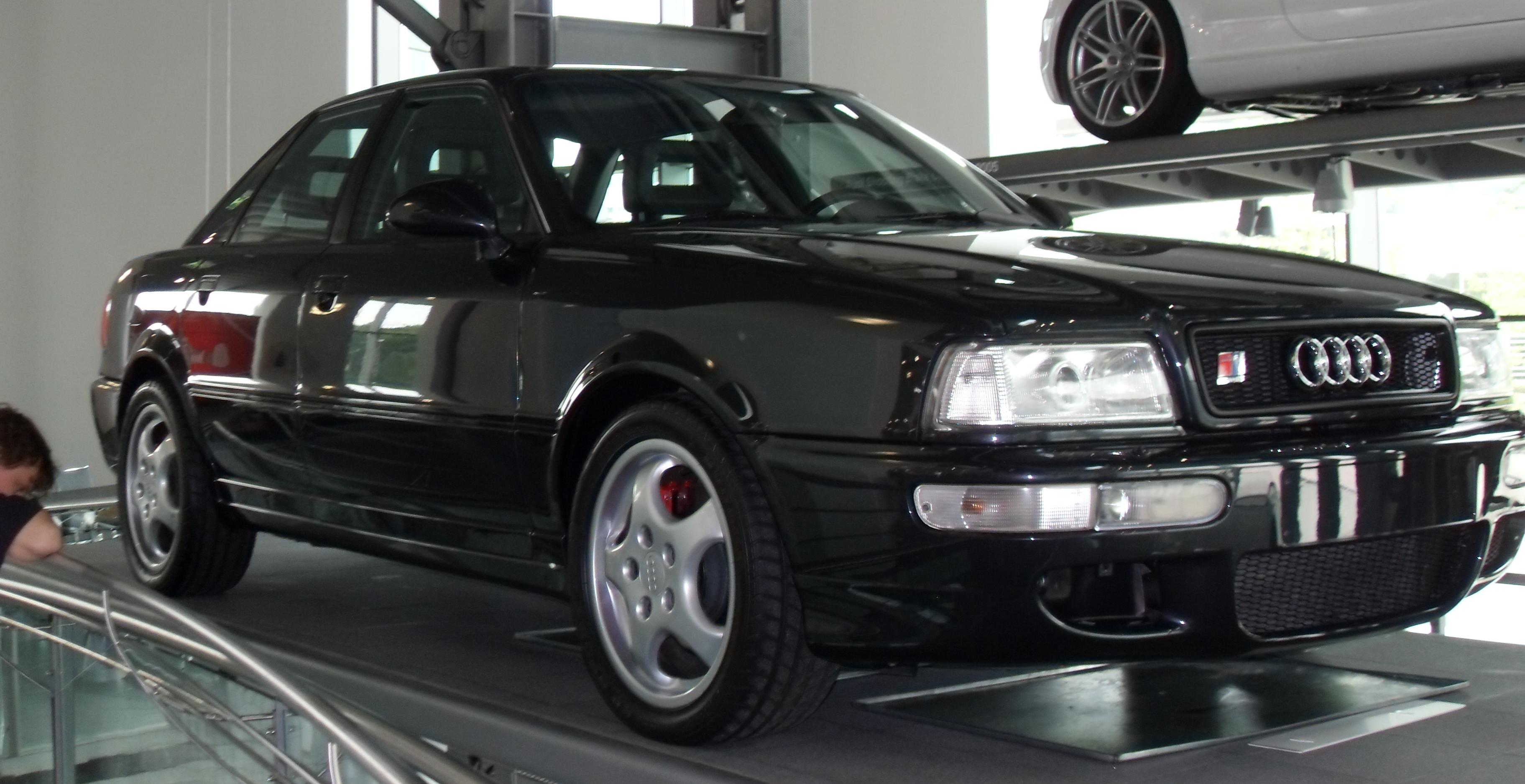
Audi RS2 Limousine

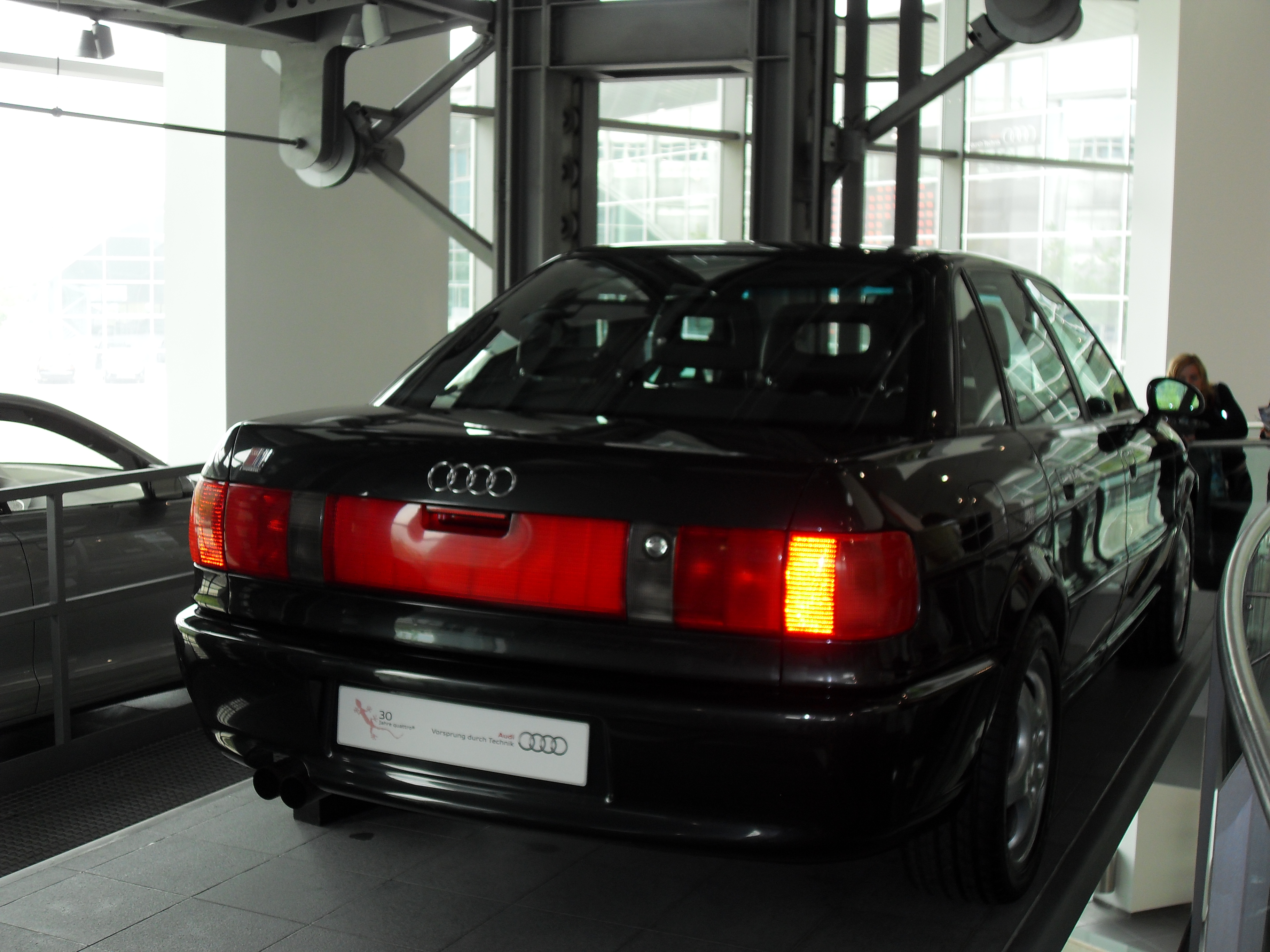
Audi RS2 Limousine

- Außenspiegel von Porsche 993 mit speziellem Fuß, elektrisch einstell- und beheizbar, rechts konvex
- Heckblende im Leuchtendesign
- Dauerschutzkonservierung für Unterboden und Radhäuser
- RS2-Emblem im Motorhaubengrill und auf der Heckklappe links mit „Porsche“-Schriftzug
- Karosserie vollverzinkt mit Hohlraumkonservierung
- Stoßfänger kunststoffummantelt in Wagenfarbe lackiert, vorn mit ausgeprägtem Spoiler und zusätzlichen Kühllufteinlässen, hinten mit integriertem Kennzeichen
- Schweller und Spaltabdeckungen in Wagenfarbe lackiert
- Wärmeschutzverglasung grün
- Leichtmetallräder im Porsche-Design 17 Zoll (Reserverad in Fahrbereifung)

### Innen
- Ausstattung in Leder Seidennappa (Anthrazit) oder Leder/Alcantara blau oder silbergrau (je nach Außenfarbe)
- Blenden an Armaturentafel und Türverkleidungen in Carbonfaser, Wurzelholz oder Vogelaugenahorn
- Fußmatten aus Velours
- Instrumentenzifferblätter komplett weiß mit eloxierten Zierringen in Schwarz
- Schalthebelknauf und integrierte Manschette in Leder
- Lederlenkrad in Schwarz (sechs verschiedene Lenkräder waren möglich, optional mit Airbag)
- Sportsitze vorne von Recaro mit elektrischer Höhen- und Lehnenneigungsverstellung

### Elektrik-/Funktionsausstattung
- Außentemperaturanzeige im Instrumenteneinsatz
- Auto-Check-System und Bordcomputer
- Drucktaste für die Differentialsperre hinten mit Symbolik und Kontrollleuchte in der Mittelkonsole
- Fensterheber vorne und hinten elektrisch
- Rotes Heckleuchtendesign
- Ellipsoid-Scheinwerfer, Halogen-Nebelscheinwerfer und weiße Blinkleuchten im Stoßfänger integriert
- Scheinwerferreinigungsanlage
- Zusatzinstrumente in der Mittelkonsole mit Öldruckmesser, Öltemperaturanzeige und Voltmeter

### Sicherheitssysteme
- Antiblockiersystem (ABS)
- Fahrgastraum als Sicherheitszelle
- Flankenschutz in allen Türen
- Front- und Heckbereich mit definierten Knautschzonen
- Gurtstraffer vorn
- Kraftstofftank in geschütztem Bereich
- Wegfahrsperre ab Modell 1995
- Sicherheitslenksäule mit procon-ten (ab 1/94 bis 7/94 / optional Fahrer-Airbag ohne Aufpreis)
- Fahrer- und Beifahrerairbag, großvolumig (ab 7/94 bis Produktionsende)

Je nach Modellbaujahr gab es geringfügige Unterschiede bei der Ausstattung des RS2 sowie auch länderspezifische Differenzen.

## Fahrleistungen
- Beschleunigung:
  - 0–100 km/h: 5,3 s (Werksangabe: 5,4 s)
  - 0–200 km/h: 22,7 s

- Höchstgeschwindigkeit: 262 km/h

Die Werte wurden in mehreren Tests verschiedener Automobil-Magazine ermittelt. Laut Aussage der Schweizer Auto-Zeitung Automobil Revue würde der Avant RS2 wohl noch einige km/h mehr Höchstgeschwindigkeit schaffen, wenn er nicht elektronisch auf dieses Tempo limitiert wäre.

## Verbrauch
Kraftstoffart
- Super Plus bleifrei (98 ROZ)

Kraftstoffverbrauch
- 9,2 l/100 km

## Aktueller Bestand
Aktueller Fahrzeugbestand in Deutschland:
- 1. Januar 2015: 273 Fahrzeuge
- 1. Januar 2014: 269 Fahrzeuge
- 1. Januar 2013: 273 Fahrzeuge
- 1. Januar 2012: 286 Fahrzeuge
- 1. Januar 2011: 276 Fahrzeuge
- 1. Januar 2010: 292 Fahrzeuge
- 1. Januar 2009: 288 Fahrzeuge
- 1. Januar 2008: 285 Fahrzeuge
- 1. Januar 2007: 437 Fahrzeuge (inklusive stillgelegter Fahrzeuge)
- 1. Januar 2006: 438 Fahrzeuge (inklusive stillgelegter Fahrzeuge)
- 1. Januar 2005: 481 Fahrzeuge (inklusive stillgelegter Fahrzeuge)
- 1. Januar 2004: 522 Fahrzeuge (inklusive stillgelegter Fahrzeuge)
- 1. Januar 2003: 552 Fahrzeuge (inklusive stillgelegter Fahrzeuge)